# ITIL
ITIL (англ. Information Technology Infrastructure Library, бібліотека інфраструктури інформаційних технологій) описує найкращу світову практику організації підприємства чи підрозділу, що надає послуги у сфері інформаційних технологій. Методологічний виклад ITIL дозволяє забезпечити ефективне функціонування ІТ-служб, задовольнити потреби бізнес-користувачів, забезпечити стабільний і передбачуваний розвиток інформаційної системи підприємства.
ITIL публікується як серія книжок, кожна з яких висвітлює певну галузь управління у сфері ІТ. Назви ITIL і IT Infrastructure Library є зареєстрованими торговими марками британської урядової організації OGC (англ. Office of Government Commerce). ITIL детально описує низку важливих практик ІТ.
Керуючись рекомендаціями та принципами ITIL, багато приватних та урядових організацій досягли значних успіхів у підвищенні якості своїх ІТ-служб. На сьогодні ITIL є стандартом для галузі ІТ де-факто, хоча й існують альтернативи.

## Історія
Бібліотеку ITIL створено в середині 1980-х років на замовлення британського уряду. 
На основі ITIL розроблено британський стандарт BSI 15 000, який практично без змін ухвалено як міжнародний стандарт ISO 20000[джерело?].

## ITIL v2
Друга редакція ITIL містить сім книг:
1. Підтримка послуг (англ. Service Support)
2. Надання послуг (англ. Service Delivery)
3. Планування впровадження управління послугами (англ. Planning to Implement Service Management)
4. Управління додатками (англ. Application Management)
5. Управління інфраструктурою інформаційно-комунікаційних технологій (англ. ICT Infrastructure Management)
6. Управління безпекою (англ. Security Management)
7. Бізнес-перспектива (англ. The Business Perspective)

а також «додаткову» книгу — «Управління конфігураціями ПЗ» (англ. Software Asset Management).
Найвідоміша частина ITIL — десять базових процесів, що забезпечують підтримку й надання ІТ сервісів — IT Service Management, ITSM:
- Процес управління інцидентами
- Процес управління проблемами
- Процес управління конфігураціями
- Процес управління змінами
- Процес управління релізами
- Процес управління рівнем послуг
- Процес управління потужностями (ємністю)
- Процес управління доступністю
- Процес управління неперервністю
- Процес управління фінансами

Крім того, у структурі процесів ITSM важливу роль відіграє служба підтримки користувачів (англ. Service Desk).

## ITIL v3
У грудні 2005 OGC повідомила про плани випустити оновлення бібліотеки, яке стало доступним у травні 2007 під позначенням ITIL v3. ITIL 2011 - оновлення для бібліотеки ITIL, в якому було додано вказівки стосовно визначення процесів, а також виправлено помилки і неточності. 
На даний момент у ITIL v3 описано 26 процесів, які об'єднано у п'ять основних розділів:
1. Розробка стратегії (англ. Service Strategy)
2. Створення послуг (англ. Service Design)
3. Підготовка послуг до операційної діяльності (англ. Service Transition)
4. Операційна діяльність (англ. Service Operation)
5. Неперервне покращення послуг (англ. Continual Service Improvement)

Ці розділи складають основу життєвого циклу послуги (англ. Service Lifecycle).  

### Розробка стратегії (англ.Service Strategy)
ITIL Service Strategy (скор. SS) є ядром життєвого циклу послуги і дає розуміння інвестицій для бізнесу (англ. service-provider) у самі послуги. Service Strategy фокусується на розвитку IT підрозділу / організації  протягом тривалого часу. 
Перелік процесів, які включено у Service Strategy:
1. IT service management
2. Service portfolio management
3. Financial management for IT services
4. Demand management
5. Business relationship management

## ITIL v4
У лютому 2019 року вийшло оновлення бібліотеки. 
В ITIL v4 змінено акцент на отримання цінності від поєднання різних компонентів та діяльності. Тобто на першому місці цінність, а на другому місці управління, практики, тощо.
Розділи ITIL v3 в ITIL v4 були замінені на практики:
- Загальні практики управління;
- Сервісні практики управління;
- Технічні практики управління.

### Технічні практики управління
ITIL 4 надає рекомендації  для вирішенні нових проблем управління послугами та використання потенціалу сучасних технологій. Він призначений для забезпечення гнучкої, скоординованої та інтегрованої системи ефективного управління IT-послугами.

## Альтернативи ITIL
Тією чи іншою мірою як альтернативи, вдосконалення чи пристосування ITIL можуть розглядатись такі розробки:
- ISO/IEC 20000: IT Service Management
- ISO/IEC 27001: Information Security Management (ISO/IEC 17799 is corresponding Code of Practice)
- Capability Maturity Model Integration (CMMI®)
- Control Objectives for Information and related Technology (COBIT®)
- Projects in Controlled Environments (PRINCE2®)
- Project Management Body of Knowledge (PMBOK®)
- Management of Risk (M_o_R®)
- eSourcing Capability Model for Service Providers (eSCM-SP™)
- Telecom Operations Map (eTOM®)
- Six Sigma™.

## Зовнішні посилання
- Офіційний сайт ITIL
- Сайт OGC [Архівовано 22 серпня 2011 у UK Government Web Archive]
- Форум ITSM [Архівовано 28 вересня 2007 у Wayback Machine.]
- Форум ITSM (міжнародний) [Архівовано 30 травня 2017 у Wayback Machine.]
- Форум ITSM (СНГ) [Архівовано 22 квітня 2008 у Wayback Machine.]